# Christian Cullen

a Compétitions nationales et continentales officielles uniquement.

b Matchs officiels uniquement.
Dernière mise à jour le 2 août 2019.
Christian Cullen, né le 12 février 1976 à Paraparaumu (Nouvelle-Zélande), est un joueur de rugby à XV néo-zélandais qui a joué 58 tests matchs, principalement en position d'arrière, pour les All Blacks de 1996 à 2002. Il mesure 1,80 m et pèse 85 kg.
Ses qualités athlétiques, son sens du jeu remarquable, sa vitesse, ainsi que son esprit offensif le conduisant souvent à des relances ont fait de lui un joueur imprévisible, craint de tous ses adversaires et un formidable marqueur d'essai. Meilleur marqueur d'essais actuel du Tri-nations avec 16 réalisations, il est encore un des meilleurs marqueurs d'essais néo-zélandais avec 52 (dont 46 en test matchs) et un des arrières All Black les plus capés derrière Mils Muliaina ou Ben Smith entre autres.

## Biographie
Il fait partie de l’équipe néo-zélandaise des moins de 19 ans en 1994 puis joue pour la province de Manawatu-Wanganui l’année suivante. Ses brillantes performances dans le Super 12 avec les Wellington Hurricanes où sa complicité sur le terrain, comme à l'extérieur, avec Tana Umaga, alors positionné à l'aile, fait des ravages, et au rugby à sept au tournoi de Hong Kong (18 essais en 1996) ont conduit à sa sélection en 1996 comme All Black contre l'équipe des Samoa. À tout juste vingt ans, il signe sa première sélection en inscrivant 3 essais. Pour sa seconde sélection, la semaine suivante, il inscrit également 4 essais contre l'Écosse à Dunedin. Ayant pleinement confiance en ses capacités physiques et techniques, Christian Cullen tente les choses les plus osées sur le terrain, il est insaisissable et plein de culot. Ses relances impossibles depuis sa ligne et l'envie de jouer un maximum à la main ont fait frémir les équipes les plus défensives. À une période où le rugby voulait des trois quarts aussi costauds que des avants (comme Jonah Lomu ou l'australien Stirling Mortlock), Christian Cullen pesait moins de quatre-vingt kilos (en début de carrière) et n'a jamais été gêné de cette différence, misant son jeu sur des crochets dévastateurs et des accélérations fulgurantes, ainsi qu'une incroyable intelligence de jeu, plutôt que des défis physiques perdus d'avance. Excellent plaqueur, il arrivait à arrêter ses adversaires malgré sa différence de poids.

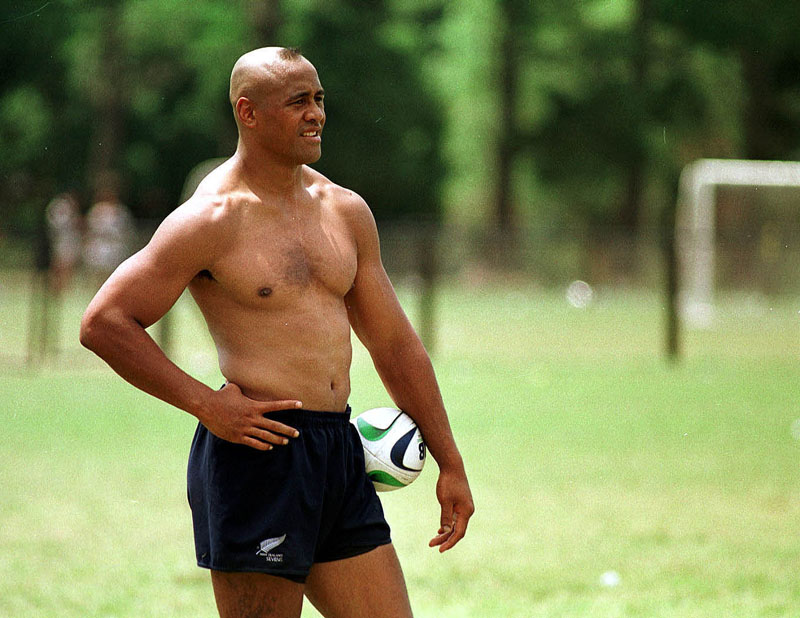
Jonah Lomu, coéquipier de Christian Cullen.

Il est longtemps incontournable, jouant ainsi ses 51 premiers tests matchs de manière consécutive, ce que seuls les Sean Fitzpatrick, Joe Roff, Willie-John McBride et Gareth Edwards ont également réalisé.
En 1999, la présence de Jonah Lomu, Tana Umaga et Jeff Wilson conduit à le faire jouer parfois au centre ou à l'aile, en particulier lors de la Coupe du monde de rugby durant laquelle l'entraîneur des All Blacks John Hart lui préfère Jeff Wilson au poste d'arrière. Il rejoue à sa position préférée en 2000 puis est arrêté à cause d'une blessure au genou en 2001. Il est sélectionné pour la dernière fois en 2002 contre l'équipe de France, à seulement 26 ans. Son éviction par le nouveau sélectionneur des All Blacks, John Mitchell, soulève la polémique.

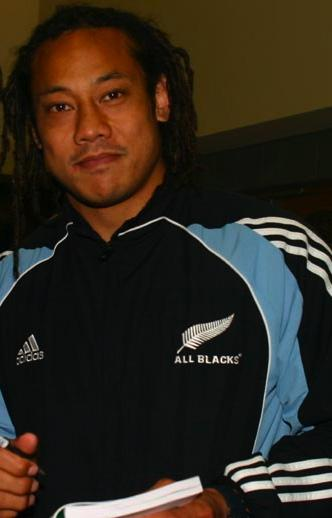
Avec Jonah Lomu, Tana Umaga est le second ailier des All Blacks lors de la Coupe du monde 1999. Christian Cullen joue centre.

Cullen a marqué 46 essais en 58 test matchs avec les All Blacks, et plus de 150 essais avec les équipes de province. Il détient le record d'essais marqués dans le Tri-nations avec 16 réalisations. Il a également joué avec les Māori de Nouvelle-Zélande.
Après 85 matchs de Super 12 avec les Hurricanes, et malgré les blessures récurrentes, il rejoint en 2003 la province du Munster où il joue trente-deux matchs et a été blessé un an. En avril 2006, il joue la demi-finale de la Coupe d'Europe face au Leinster mais est forfait pour la finale. À l'été 2006, il est très proche de rejoindre le Rugby club toulonnais mais reste finalement en Irlande. Le 12 mai 2007, à 31 ans, il annonce sa retraite.

## Palmarès

### En club
- 85 matchs de Super 12 avec les Hurricanes
- Meilleur marqueur d'essai du Super 12 : 16
- 303 points marqués en Super 12

### En équipe nationale
- Vainqueur du Tri-nations en 1996, 1997, 1999 et 2002.
- Nombre de test matchs avec les Blacks :  58  (46 essais)
- Autres matchs avec les Blacks :  2
- Nombre total de matchs avec les Blacks : 60  (52 essais)
- Première cape : 7 juin 1996
- Dernière cape : 16 novembre 2002
- Matchs avec les Blacks par année : 10 en 1996, 12 en 1997, 7 en 1998, 12 en 1999, 10 en 2000, 1 en 2001, 6 en 2002
- Nombre d'essais avec les All-Blacks : 46

## Statistiques

### En équipe nationale
De 1996 à 2002, Christian Cullen compte 58 sélections avec les All-Blacks, inscrivant 236 points. Avec les Kiwis, il dispute une Coupe du monde en 1999. Il participe à sept éditions du Tri-nations en 1996, 1997, 1998, 1999, 2000, 2001 et 2002.